# Zdziechowice (Gorzów Śląski)
Zdziechowice (deutsch Seichwitz, 1936–1945 Richterstal) ist eine Ortschaft in Oberschlesien. Der Ort liegt in der Gmina Gorzów Śląski (Landsberg O.S.) im Powiat Oleski (Kreis Rosenberg) der Woiwodschaft Oppeln in Polen.

## Geographie

### Geographische Lage
Das Straßendorf Zdziechowice liegt acht  Kilometer nördlich vom Gemeindesitz Gorzów Śląski (Landsberg O.S.), 33 Kilometer nördlich von der Kreisstadt Olesno (Rosenberg) und rund 72 Kilometer nordöstlich von der Woiwodschaftshauptstadt Opole (Oppeln). Der Ort liegt in der Nizina Południowowielkopolska (Südgroßpolnische Tiefebene) innerhalb der Wysoczyzna Wieruszowska (Weruschauer Hochebene). Durch den Ort verläuft in Ost-West-Richtung die Woiwodschaftsstraße DW 487.
Der Ort liegt am linken Ufer der Prosna, welche bis 1945 die Grenze zwischen dem Deutschen Reich und Polen bildete.

### Ortsteile
Zu Zdziechowice gehören die Ortsteile Zawady (Kolonie Sowade) und Zydlung (Siedlung Seichwitz).

### Nachbarorte
Nachbarorte von Zdziechowice sind im Westen Uszyce (Uschütz), im Osten Przedmość und im Südwesten Goła (Gohle).

## Geschichte

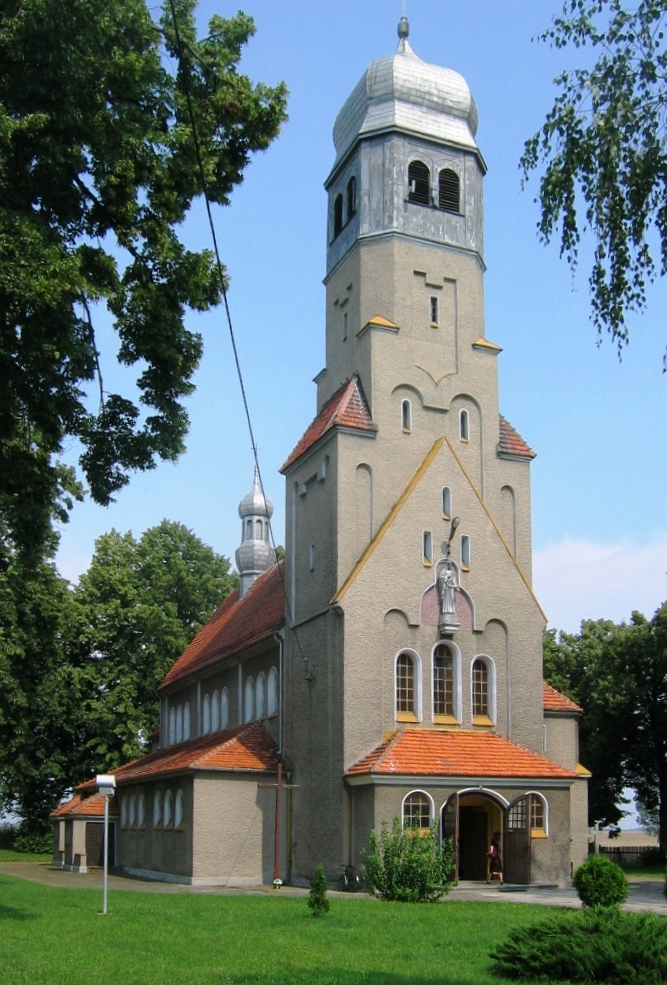
Herz-Jesu-Kirche

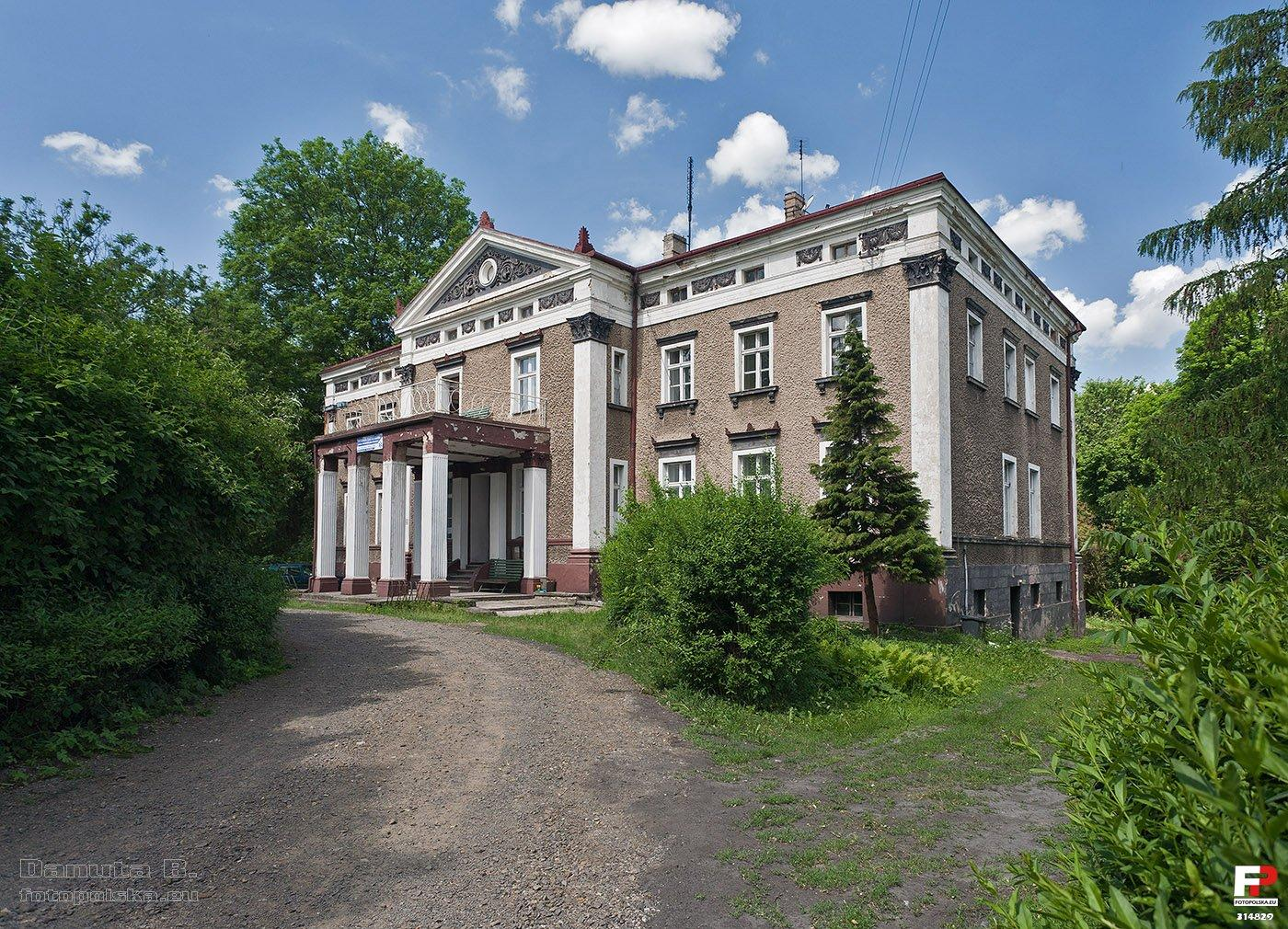
Schloss Seichwitz

Der Ort wurde 1535 erstmals erwähnt. 1679 wurde der Ort als Dziechowice erwähnt.
1733 wird im Ort erstmals eine Kirche erwähnt. Nach dem Ersten Schlesischen Krieg 1742 fiel Seichwitz mit dem größten Teil Schlesiens an Preußen. 1792 wurde im Ort eine hölzerne Kirche errichtet.
Nach der Neuorganisation der Provinz Schlesien gehörte die Landgemeinde Seichwitz ab 1816 zum Landkreis Rosenberg O.S. im Regierungsbezirk Oppeln. 1845 bestanden im Dorf eine katholische Pfarrkirche und eine katholische Schule für den Ort. Seichwitz unterteilte sich in drei Ortsteile: Nieder-, Mittel- und Ober-Seichwitz. Nieder-Seichwitz (poln. Dolne Zdziechowice) ein Schloss mit Vorwerk und Schäferei, eine Wassermühle, 15 Häuser und 151 Einwohner (12 evangelisch). Mittel-Seichwitz (poln. Szrednie Dziechowice) zählte zwei Vorwerke mit Schäferei, eine Wassermühle, eine Brauerei, eine Brennerei, eine Torfgräberei, 17 Häuser und 153 Einwohner (16 evangelisch). Ober-Seichwitz (poln.  Górne Zdziechowice) zählte drei Vorwerke, eine Brauerei, eine Brennerei, eine Torfgräberei sowie 46 Häuser und 430 Einwohner (13 evangelisch). Für das Jahr 1861 sind für die drei Ortsteile folgendes vermerkt: Ober-Seichwitz zählte neun Bauern, elf Freigärtner, sechs Freihäusler und 17 Domininalarbeitshäuser sowie eine hölzerne Kirche. Mittel-Seichwitz zählte eine katholische Schule, eine Wassermühle, eine Schmiede, eine Brennerei, ein Wirtshaus und drei Kramläden. Zu Mittel-Seichwitz gehörte die Kolonie Sowade. Nieder-Seichwitzzählte zwei Vorwerke, eine Brennerei sowie einen von 1847 bis 1860 betriebenen Hochofen. 1874 wird der Amtsbezirk Seichwitz gegründet, welcher die Landgemeinden Mittel-Seichwitz, Nieder-Seichwitz und Ober-Seichwitz und die Gutsbezirke Mittel-Seichwitz, Nieder-Seichwitz und Ober-Seichwitz umfasste. Erster Amtsvorsteher war der Rittergutsbesitzer Korn in Nieder-Seichwitz.
Zwischen 1914 und 1916 wurde die katholische Herz-Jesu-Kirche erbaut. Bei der Volksabstimmung in Oberschlesien am 20. März 1921 stimmten 427 Wahlberechtigte für einen Verbleib bei Deutschland und 104 für Polen. Seichwitz verblieb beim Deutschen Reich. 1928 wurden die Gemeinden Mittel-Seichwitz, Nieder-Seichwitz und Ober-Seichwitz zur Landgemeinde Seichwitz zusammengelegt. 1933 zählte Seichwitz 1255 Einwohner. Am 29. Juli 1936 wurde der Ort in Richterstal umbenannt. Am 1. April 1939 erfolgte die Zusammenlegung der Dörfer Wittenau und Richterstal zur Gemeinde Wittenau-Richterstal. Die Gemeinde zählte 1939 2852 Einwohner. Bis 1945 befand sich der Ort im Landkreis Rosenberg O.S.
1945 kam der bisher deutsche Ort unter polnische Verwaltung, wurde der Woiwodschaft Schlesien angeschlossen und in Zdziechowice umbenannt. 1950 kam der Ort zur Woiwodschaft Oppeln und 1975 zur Woiwodschaft Tschenstochau. 1999 kam der Ort zum wiedergegründeten Powiat Oleski und wieder zur Woiwodschaft Oppeln.

## Sehenswürdigkeiten
- Die römisch-katholische Herz-Jesu-Kirche (poln. Kościół Najświętszego Serca Pana Jezusa) wurde zwischen 1914 und 1916 erbaut. Im Ort bestand bereits seit 1792 eine hölzerne Kirche, welche 1939 nach Nassadel transloziert wurde.[4]
- Das Schloss Seichwitz (poln. Pałac Zdziechowice) wurde zwischen 1873 und 1874 im Auftrag der Familie Rudolphi im neoklassizistischen Stil erbaut.[2]
- Schulgebäude aus Backstein
- Dorfteich
- Vorwerksgebäude
- Marienstatue
- Friedhofskapelle

## Vereine
- Freiwillige Feuerwehr OSP Zdziechowice
- Fußballverein LZS Zdziechowice